# Grundkomponenten von Handschriften
Der Begriff Grundkomponenten von Handschriften wurde von Lothar Michel geprägt und hat in die forensische Handschriftenuntersuchung allgemein Eingang gefunden.
Bei den Grundkomponenten von Handschriften handelt es sich um ein System von Kategorien, denen Schriftmerkmale zugeordnet werden können. Das System ist vollständig und hierarchisch gegliedert.
Jeder durch eine Grundkomponente abgegrenzte Merkmalsbereich der zu vergleichenden Handschriften wird "Top-down", das heißt vom Allgemeinen ausgehend zu den Besonderheiten hin, analysiert. Hierdurch können Aussagen zum Beispiel zur Identität der Urheberschaft oder zur Echtheit der zu vergleichenden Handschriften getroffen werden.

## Die Michel'schen Grundkomponenten
- Strichbeschaffenheit: Strichspannung, Strichsicherheit, Strich in sich, Bewegungsvor- und -rückschläge
- Druckgebung: Druckstärke, Druckverlauf
- Bewegungsfluss: relative Schreibgeschwindigkeit, Erfolgsgeschwindigkeit (Textleistung), Schreibeile, Grad und Art der Verbundenheit
- Bewegungsführung und Formgebung: Linien-/Bogenzügigkeit, Vereinfachung/Erweiterung, Besonderheiten der Formgebung
- Bewegungsrichtungen: Bewegungsabläufe/Bewegungsinkonsequenzen, Neigungswinkel, Zeilenführung
- Vertikale Ausdehnungen: Größen, Größenproportionen
- Horizontale Ausdehnungen: primäre Weite/Enge, sekundäre Weite/Enge
- Vertikale Flächengliederung: Obenrand, Untenrand, Zeilenabstände
- Horizontale Flächengliederung: Linksrand, Rechtsrand, Wortabstände, Flächenüberschreitungen